# مطار عين صالح
مطار عين صالح هو مطار داخلي يقع في عين صالح جنوب الجزائر.

## شركات الطيران
| شركات الطيران           | الوجهات                      |
| ----------------------- | ---------------------------- |
| الخطوط الجوية الجزائرية | الجزائر، تمنراست، حاسي مسعود |
| طيران الطاسيلي          | الجزائر، تمنراست             |